# Zinder (stad)
Zinder, lokaal ook Damagaram genoemd, is de op een na grootste stad in Niger, en telt 274.530 inwoners (2011). De stad ligt meer dan 800 kilometer van de hoofdstad Niamey verwijderd. Het is de hoofdstad van het gelijknamige departement Zinder.

## Geschiedenis
De oorspronkelijke bevolking van Zinder was een ondergroep van de Kanuri, genaamd Beriberi. Vanaf de achttiende eeuw was Zinder het centrum van de staat Damagaram, wat een provincie was van het grote Bornu-rijk. Er woonden zo’n 20.000 mensen in de stad die omwald was om de bewoners te beschermen tegen slavenvangers. Slavenhandelaars waren verplicht om buiten de stadswallen te kamperen en deden dit tot de Fransen de handel verboden in 1903.

### Koloniaal Zinder

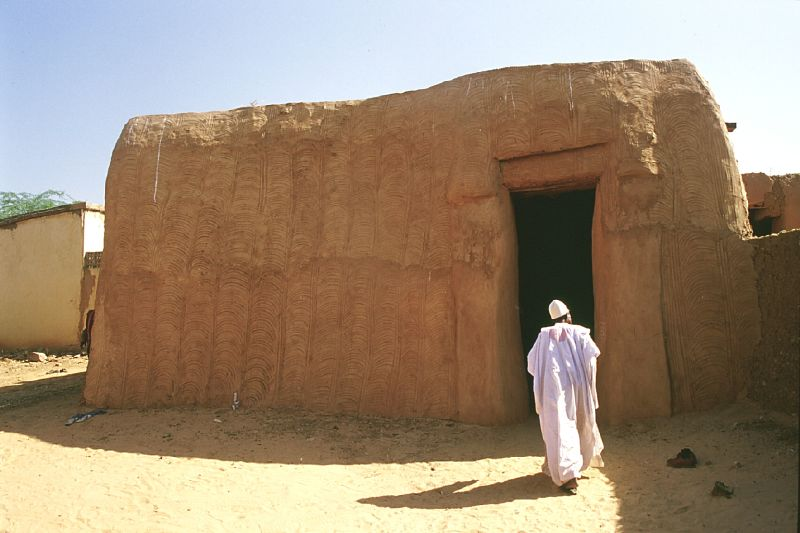
Oude hut in Zinder

In 1899 werd de stad door de Fransen veroverd en toen Niger een militair territorium werd diende Zinder als de eerste hoofdstad van de kolonie. Het ontoereikende water in de stad bleek echter een probleem te zijn en in 1926 verving Niamey de stad als hoofdstad van Niger, dat vier jaar eerder een officiële kolonie in Frans-West-Afrika geworden was.

## De stad vandaag
In Zinder zijn er drie districten:
- Birni, de oude stad, waar zich de grote Moskee, het paleis van de sultan en een museum bevinden.
- Zengou, het oude gebied van de  Hausa dat bekendstaat voor de plaatselijke architectuur
- Sabon Gari (de nieuwe stad), tussen Birni en Zengou. Het is het commerciële centrum en bekend door zijn grote markt.

De stad breidt zich verder uit naar het noorden en westen. Door de vele granieten rotsformaties blijft er water staan tijdens het regenseizoen, alhoewel de stad een lange geschiedenis kent van watertekort. Recent werd een waterleiding aangelegd door een Chinees bedrijf dat het grootste deel van de stad van water voorziet. Door de bevolkingsgroei blijft het water echter een probleem voor Zinder.

## Transport
Er is een luchthaven nabij Zinder en er zijn ook verharde wegen naar Nigeria, Libië, Algerije en een weg naar het westen van het land. Er is ook een regelmatige buslijn tussen Zinder en andere grotere steden in Niger.